# Henri III Borwin de Mecklembourg-Rostock
Henri III Borwin de Mecklembourg-Rostock (né vers 1220 – † 1er août 1278) fut un membre de la 
maison de Mecklembourg. Il règne sur la seigneurie de Rostock conjointement avec ses frères de 1226 à 1234, puis seul jusqu'à sa mort.

## Biographie
Hneri III Borwin est l'avant dernier fils de Henri II Borwin. Quand son père meurt en 1226 Henri Borwin III devient seigneur de Rostock mais comme il est encore mineur il est placé sous la tutelle de son frère Nicolas Ier qui agit comme régent jusqu'en 1234.  Pendant cette période le  Mecklembourg redevient un fief du duché de Saxe. En 1232 il reçoit le titre de Prince  et en 1234, les frères partagent entre eux le patrimoine paternel du Mecklembourg et Henri Borwin III reçoit la seigneurie de Rostock qui lui était destinée.
Henri Borwin III entre en conflit avec la Ligue Hanséatique naissante qui inclut les cités de Rostock et de Wismar. Il est aussi en guerre contre ses frères.  Après la déposition de son frère Pribislaw Ier de Mecklembourg-Parchim, Henri Borwin obtient le contrôle de ses domaines de Parchim et Richenberg. Lors d'une guerre contre la Poméranie il conquiert en 1236 l'ancien territoire de la tribu des Wendes circipanes (latin: Circipania), comprenant les cités de Gnoien et Altkalen. Il appuie le royaume de Danemark lors de ses conflits avec les comtes de Schauenburg et de Holstein. Henri Borwin III meurt en 1278 et il est inhumé dans l'église du monastère de Doberan.

## Union et postérité
Avant le 17 février 1237, il épouse Sophie  († avant le 24 juin 1241), fille du roi Éric X de Suède.  Ils ont quatre enfants:
- Jean († avant le 17 février 1268), corégent avec son père à partir de 1262 ;
- Valdemar, seigneur de Rostock ;
- Henri († jeune) inhumé à Doberan;
- Éric  († jeune) inhumé à Doberan.